# Apolemichthys kingi
Apolemichthys kingi es una especie de pez de la familia Pomacanthidae, perteneciente al género Apolemichthys.

## Localización
Es una especie de pez que se localiza en Océano Índico occidental, Sudáfrica y Mozambique.